# Joseph-Nicolas Deschamps de Chaumont
Joseph-Nicolas Deschamps de Chaumont , né le 17 juin 1701 à Chambéry et mort le 2 novembre 1763 à École, est un évêque savoyard du XVIIIe siècle.

## Origines
Joseph-Nicolas Deschamps de Chaumont est issu d'une famille anoblie quelque temps avant sa naissance. Il est ainsi le petit-fils de Nicolas Beauchamps, gabelier de Savoie, Conseiller du duc de Savoie, maître auditeur à la Chambre des Comptes au XVIIe siècle, fils de Louis Deschamps, qui obtient le fief de Chaumont, érigé en marquisat par lettre patente en août 1681, et de Jeanne Marguerite Argentero. Sa famille porte depuis les titres de marquis de Chaumont, seigneur et baron de Juys (Bugey), seigneur de Rochefort, de Juys.
Son frère, Nicolas Clair Deschamps de Chaumont est marquis de Chaumont, comte de Montbel, baron de Juys, seigneur de Rochefort (1687-1761). Le titre de Chaumont sera revendu à la fin du XVIIIe siècle.

## Carrière ecclésiastique
Joseph-Nicolas Deschamps est abbé de Chézery et prieur de Saint-Béron, lorsqu'il est nommé évêque de Genève, en résidence à Annecy, en 1741 par le roi de Sardaigne. À cause de sa santé, c'est le vicaire-général Jean-Pierre Biord, qui assume les tâches administratives, avant de devenir  lui-même évêque.

## Blason
Les armes de la famille de Deschamps de Chaumont se blasonnent ainsi : « D'azur à trois bourdons de pèlerin d'or posés en pal et rangés en fasce, chargés d'une coquille de gueules ».